# Der Schritt vom Wege
Der Schritt vom Wege ist ein deutscher Spielfilm von Gustaf Gründgens nach dem Roman Effi Briest (1895) von Theodor Fontane. Gründgens’ Gattin Marianne Hoppe verkörperte die Effi, eine Frau zwischen zwei Männern, gespielt von Karl Ludwig Diehl und Paul Hartmann. Der Film gilt als Gründgens berühmteste und ambitionierteste Kinoinszenierung.

## Handlung
Deutschland zur Kaiserzeit, im ausgehenden 19. Jahrhundert. Effi Briest ist eine fröhliche, junge Frau aus gutem Hause. Sie ist ein ungestümes, freigeistiges Wesen, das weiß, was es will und vom Leben erwartet. Ihre offene, wirbelwindige Art öffnet das Herz des deutlich älteren Barons von Instetten, eines aufsteigenden Staatsbeamten. Auch Effi findet Gefallen an dem schmucken Rittmeister, der ganz ihrem Bild eines feinen, kultivierten und „feschen“ Mannes entspricht. Umso glücklicher ist sie, als der Baron eines Tages um ihre Hand anhält. Effi ist gerade erst 17 Jahre alt, als sie Frau Landrat in Kessin wird. Effis erste Erfahrungen als „Frau Rittmeister“ werfen sie aber rasch auf den Boden der Realitäten zurück. Ihr Mann ist stocksteif und auf Formalien bedacht, außerdem ist sie in dem riesigen Haus, das nun zu ihrem Heim geworden und zugleich doch sehr fremd ist, oftmals allein, denn Gerd von Instetten nimmt seine Verpflichtungen als hoher Beamter sehr ernst. Schließlich wird sie Mutter einer Tochter namens Annie. Das Gefühl des Alleinseins und der Nutzlosigkeit wird dadurch jedoch nicht geschmälert.
Die Dinge ändern sich erst, als Effi den Major a. D. Crampas kennen lernt. Crampas ist zwar ein Freund ihres Gatten, aber ansonsten vollkommen anders: weniger formal und steif, dafür ein lebenslustiger Charmeur und Draufgänger. Zwischen den beiden beginnt es zu knistern, man schreibt sich Liebesbriefe und beginnt eine zarte Affäre. Eines Tages eröffnet Instetten seiner Frau, dass er zum Geheimrat befördert worden sei und beide nach Berlin ziehen müssten. Daraufhin beendet Effi augenblicklich den Kontakt mit Crampas. Sechs Jahre ziehen derweil ins Land. Während eines Kuraufenthaltes Effis entdeckt Instetten die Liebesbriefe, die seine Frau von Crampas erhalten hat. Daraufhin fordert er seinen einstigen Freund zum Duell heraus – die Art, wie man damals mit derlei Dingen in jenen Kreisen umging. Crampas stirbt bei diesem Ehrenhändel, und Instetten muss, da Duelle auf kaiserlichem Erlass hin verboten sind, für drei Monate hinter Gitter. Nach seiner Entlassung steigt er jedoch zum Ministerialdirektor auf. Zu Effi kappt er die Verbindung; Instetten reicht die Scheidung ein, und beide sehen sich nicht wieder.
Für die aufgrund ihres lange zurückliegenden „Fehltritts“ gesellschaftlich geächtete Effi beginnt nun eine schwere Zeit: Den einen Mann im Duell verloren, der andere aufgrund ihm innewohnender Dünkelhaftigkeit und Ehrverletzungen sich von ihr abwendend, ist sie schließlich auch in ihrem Elternhaus nicht mehr willkommen. Das eigene Kind wurde ihr zu allem Übel schließlich auch noch per Gerichtsbeschluss entzogen und ihrem Ex-Mann zugesprochen, und sie darf Annie aufgrund ihres „moralischen Fehlverhaltens“ auch nicht besuchen. Ohne Hoffnung, beginnt ihr seelischer wie körperlicher Verfall. Roswitha Gellenhagen, Effis Dienstmädchen, kann jedoch erreichen, Annie für einen Nachmittag den Fängen Instettens zu entreißen, und ermöglicht dadurch ein Wiedersehen zwischen Mutter und Tochter. Doch Baron Instetten hat Effi das eigene Kind entfremdet und aus dem einst lebenslustigen Wildfang Annie, die eine kleine Effi Briest war, eine formvollendete, stocksteife, siebenjährige, junge Dame geformt. Dieses Mädchen ist Effi zutiefst fremd. Bald erkrankt sie daraufhin ernsthaft, woraufhin Roswitha nach dem Apotheker und Arzt Dr. Gieshübler schickt. Doch es ist zu spät. Gieshübler kann zwar die Versöhnung zwischen Effi und ihren Eltern erwirken, doch stirbt diese wenig später im Elternhaus.

## Produktionsnotizen
Der Filmtitel stammt von Ernst Wicherts Theaterstück „Ein Schritt vom Wege“, das in Fontanes Roman von der guten Gesellschaft in Kessin zur Aufführung gebracht wird, unter der Regie von Major Crampas und mit Effi in der weiblichen Hauptrolle. Wicherts Stück ist allerdings ein Lustspiel.
Gedreht wurde Der Schritt vom Wege von Anfang September bis November 1938 im Ufa-Studio Babelsberg. Die Außenaufnahmen entstanden in Norddeutschland und auf Gründgens’ Gut Zeesen bei Berlin. Die Produktionskosten beliefen sich auf moderate 973.000 RM. Der Zehnakter passierte am 3. Februar 1939 die NS-Filmzensur und erhielt Jugendverbot. Die Uraufführung von Der Schritt vom Wege fand am 9. Februar 1939 in Berlins Capitol-Kino statt. Noch im selben Jahr 1939 konnte man den Film auch in Dänemark und den USA sehen. Das Jugendverbot in Deutschland wurde bei einer Nachzensur am 30. November 1942 aufgehoben. Die Fernseherstausstrahlung erfolgte am 4. Juli 1960 im DDR-Fernsehen.
Im Film trägt die von Elisabeth Flickenschildt gespielte Sängerin Marietta Tripelli die Sapphische Ode von Johannes Brahms sowie das französische Volkslied Auprès de ma blonde vor. Flickenschildt sang jedoch nicht selbst; sie wurde von Gerty Molzen synchronisiert.
Die Kostüme kreierte Gründgens‘ Vertrauter Traugott Müller, der auch die von Franz Koehn umgesetzten Filmbauten entwarf. Eduard Kubat übernahm die Produktionsleitung. Rudolf Schaad und Ulrich Erfurth waren Gustaf Gründgens’ Regieassistenten.

## Auswirkungen und filmische Folgen
Der Film rief laut Drewniak eine stürmische Nachfrage nach Fontanes Roman hervor, der zudem anlässlich des Filmstarts in gekürzter Fassung von der Frankfurter Illustrierten und der Preußischen Zeitung in Königsberg neu abgedruckt wurde.
1944, anlässlich Fontanes 125. Geburtstag, wurden mit Das alte Lied und Der stumme Gast zwei weitere Fontane-Verfilmungen in Auftrag gegeben.
Weitere Briest-Verfilmungen entstanden 1955 in der Bundesrepublik (als Rosen im Herbst), 1970 in der DDR mit Angelica Domröse und 1972/73 (Uraufführung 1974) erneut in der Bundesrepublik unter der Regie Rainer Werner Fassbinders mit Hanna Schygulla in der Titelrolle.

## Auszeichnung
- Prädikat „künstlerisch wertvoll“

## Kritiken
Die zeitgenössische Kritik ebenso wie die nach 1945 beschäftigte sich intensiv mit Gründgens‘ erster literarisch engagierten Leinwandinszenierung. Allein im Uraufführungsjahr 1939 gab es zuhauf Besprechungen in Blättern wie Berliner Börsen-Zeitung, BZ am Mittag, DAZ, Frankfurter Zeitung, Hamburger Tageblatt, Kölnische Zeitung, Rheinisch-Westfälische Zeitung und dem Völkischen Beobachter. Nachfolgend eine kleine Auswahl vor und nach 1945:

„Es geht also doch! – Das ist die schöne Erkenntnis, die man aus Gustaf Gründgens‘ erstem Film der eigenen Produktion mit nach Hause nimmt. Es geht also doch, innerhalb der deutschen Produktion einen Film von hohem Niveau zu drehen. Es ist also wirklich möglich, im Kino vor den breitesten Schichten des Volkes guten Geschmack zu zeigen – besten Geschmack von dem ersten Meter des Vortitels bis zum Schluß. Es geht tatsächlich ohne billige Sentimentalität und effektbegeisterte Töne. Und es geht sogar gut. „Der Schritt vom Wege“, dieser Film nach Theodor Fontanes „Effi Briest“, ist die bestgelungene Verfilmung überhaupt, die man bisher sah.“

„…eine lange Zeit hochgeschätzte Fontane-Adaption.“

„…eine der bedeutendsten Verfilmungen der NS-Zeit. (…) Gustaf Gründgens verzichtete im Film auf billige Effekte von Duellszenen, Sterbestunden usw. Der Gatte Effi Briests geriet nicht zur Karikatur eines pedantischen Beamten, auch sein Gegenspieler war kein Typ eines skrupellosen Verführers. Beide erschienen menschlich und sogar sympathisch.“

Im Lexikon des Internationalen Films heißt es: „Eine von mehreren Verfilmungen des Fontane-Romans Effi Briest, hier in einer solide inszenierten Vorkriegsversion, die statt des gesellschaftlichen Hintergrunds die emotionale Unmittelbarkeit der Darstellung betont.“
Im Das große Personenlexikon des Films ist in der Biographie Marianne Hoppes zu lesen: „1938 gab sie unter Gründgens eine feingeistige Interpretation der Effi Briest in dessen Fontane-Adaption Der Schritt vom Wege.“
Lediglich die NS-Ideologen um Alfred Rosenberg hatten aus gänzlich anderen Gründen beträchtliche Bedenken. Im Juni 1939 war zu lesen:

„Eine weitere stark hervortretende Behandlung von Stoffen und Themen des 19. Jahrhunderts müßte allerdings zwangsläufig zu dem Eindruck führen, als seien wir mit unseren Problemen und Anliegen im 19. Jahrhundert steckengeblieben oder als fehle unserer Zeit im Film starke künstlerische Triebkraft, die Stoffe und Probleme mit neuen Augen und einem neuen Bewußtsein zu sehen.“